# Renaldo Nehemiah
Renaldo Nehemiah (* 24. března 1959 Newark) je bývalý americký sportovec, který se věnoval lehké atletice (hlavně překážkovým sprintům) a americkému fotbalu. Je znám pod přezdívkou Skeets.
V roce 1977 se stal juniorským mistrem USA v běhu na 110 metrů překážek, poté šel studovat na Marylandskou univerzitu, s jejímž týmem vyhrál štafetu 4×200 m a 4×400 m na Penn Relays a stal se trojnásobným mistrem National Collegiate Athletic Association, byl vyhlášen sportovcem roku 1979 Atlantic Coast Conference. Čtyřikrát po sobě byl nejlepším světovým závodníkem na 110 m překážek (1978 až 1981), vytvořil tři světové rekordy: v dubnu 1979 13,16 s, v květnu téhož roku rovných 13 sekund a na Weltklasse Zürich 1981 jako první v historii překonal třináctisekundovou hranici časem 12,93 s, který je ještě v roce 2017 devátým nejlepším výkonem všech dob. Byl také světovým rekordmanem na 50 m překážek (6,36 s) a 50 yardů překážek (5,92 s). Vyhrál překážkový sprint na Panamerických hrách 1979 a Kontinentálním poháru 1979, olympiády 1980 se kvůli americkému bojkotu nezúčastnil, místo toho vyhrál náhradní hry Liberty Bell Classic.
V roce 1982 se rozhodl opustit amatérský sport a uzavřel smlouvu na milion dolarů s klubem National Football League San Francisco 49ers jako wide receiver. Během kariéry dosáhl čtyř touchdownů a v roce 1984 vyhrál Super Bowl, jeho výkony však zůstaly za očekáváním a v roce 1986 se vrátil k atletice. Jeho nejlepší čas po návratu byl 13,19 s, v roce 1991 vyhrál Weltklasse a byl třetí na Finále Grand Prix IAAF 1991, byl nominován na mistrovství světa v atletice 1991, kde však pro zranění nenastoupil a po sezóně ukončil kariéru. Také čtyřikrát vyhrál televizní sportovní soutěž Superstars (1981, 1982, 1983, 1986). V roce 1997 byl uveden do Síně slávy americké atletiky. Působí jako sportovní manažer, mezi jeho klienty byli Justin Gatlin, Allyson Felixová nebo Kirani James.